# リチャード・ブル
リチャード・ブル（Richard Bull、1924年6月26日 - 2014年2月3日）は、アメリカ合衆国の俳優。

## 出演作品
- 歪んだ愛／レイプの報酬
- 情熱の人
- 大草原の小さな家（ネルス・オルソン）
- ダラスの熱い日（チームＣ狙撃手）
- 荒野のストレンジャー
- オカルト殺人事件
- アンドロメダ…（空軍少佐）
- 禁断の情事
- 墓石と決闘
- ワイルド・アパッチ
- スパイ大作戦